# Razmišljanja o sodobni ameriški dramatiki
Razmišljanja o sodobni ameriški dramatiki je esej Vladimirja Kralja iz leta 1961.

## Vsebina
V svetovni dramatiki Kralj opaža vse večji vpliv ameriških avtorjev. Do tega je prišlo po idejni in dramaturški izčrpanosti evropske dramatike in po popolnem preporodu ameriške broadwayske drame.  
Za stično točko med evropsko in ameriško dramatiko Kralj v eseju navaja primer Augusta Strindberga, ki je na Tennesa Wiliamsa prenesel ideje evropske dekadence. Ameriška dramatika je, opozarja Kralj, na splošno povzela vplive evropskih piscev in jih še dodatno stopnjevala. 
Zgleden primer ameriške dramatike predstavlja Williamsova Mila ptica mladosti, ki kaže ameriško družbo v vsej njeni protislovnosti.
Kralj ob tem ugotavlja, da bi morali med estetske kriterije umestiti tudi umetniško razkrivanje moralnega nihilizma, protislovij in padcev človeškega dostojanstva, s čimer pa je v Sloveniji zaradi takratne ideologije doživel nerazumevanje.

## Vir
- Miran Štuhec. Slovenska esejistika v drugi polovici dvajsetega stoletja. Ljubljana: Slovenska matica, 2003.